# پیتر میوگین
پیتر میوگین (دانمارکی: Peter Mygind؛ زادهٔ ۲۸ اوت ۱۹۶۳) بازیگر اهل دانمارک است. 

## نقش‌آفرینی‌ها
از فیلم‌ها یا برنامه‌های تلویزیونی که وی در آن نقش داشته‌است، می‌توان به جنایت، وثیقه، شعله و لیمو، قلمرو، کافه هکتور، یک انسان به‌تمام معنا، واحد سیار و کریسمس پیشین اشاره کرد.